# Soloviovo (raïon de Kniaguinino)
Soloviovo (Соловьёво) est un hameau en Russie dans le raïon de Kniaguinino de l'oblast de Nijni Novgorod. C'est le siège administratif du conseil rural de Soloviovo qui comprend quinze villages, pour 1 484 habitants en 2021. 

## Géographie
Le village se trouve à 4 km au nord à vol d'oiseau de la ville de Kniaguinino, au sud-est de la partie centrale de l'oblast de Nijni Novgorod, dans une zone de forêts de conifères et de feuillus. Il est installé sur la rive gauche de la rivière Rakitka, près de la route 22K0043, à une altitude de 118 mètres.
Climat
Le climat est caractérisé comme continental tempéré, avec des étés courts et chauds et des hivers froids et neigeux. La température annuelle moyenne est de 3,6 °C. La température moyenne de l'air du mois le plus chaud (juillet) est de 18,7 °C (le maximum absolu est de 37 °C) ; le plus froid (janvier) -12°C (minimum absolu -45°C). Les précipitations annuelles moyennes sont d'environ 582 mm, dont 65 % tombent pendant la période chaude.

## Population
La population à l'année est d'environ 500 habitants (570 en 2010), mais elle comprend des datchas pour les week-ends et la population croît pendant la période estivale, d'estivants venus des villes. La majorité des habitants sont de religion orthodoxe. Le village dépend de la paroisse de Roubskoïe dont l'église est située à un kilomètre de Soloviovo.